# Морозюк Василь Іванович
Василь Іванович Морозюк (? — ?) — український радянський діяч, залізничник, машиніст тепловоза локомотивного депо станції Рені Одесько-Кишинівської залізниці. Член Ревізійної комісії КПУ в березні 1971 — лютому 1981 року.

## Біографія
Член КПРС з 1958 року.
У 1950-ті — 1980-ті роки — машиніст тепловоза, машиніст-інструктор локомотивного депо станції Рені Одесько-Кишинівської залізниці Одеської області.

## Нагороди
- орден Жовтневої Революції
- орден Трудового Червоного Прапора
- медалі